# Глондар Сергій Вікторович
Сергій Вікторович Глондар — головний сержант Збройних сил України, учасник російсько-української війни, що відзначився під час російського вторгнення в Україну в 2022 році.

## Життєпис
Сергій Глондар народився та проживав у Кіровоградській області. Брав участь у бойових діях в рамках АТО на сході України. Ніс військову службу в складі 3-го полку спецпризначення. 16 лютого 2015 року був захоплений у полон під час виконання бойового завдання в Дебальцівському оточенні на Донеччині. У складі спецгрупи через так звану «дорогу життя» вони виводили колони поранених та вбитих українських військових з Дебальцевого й потрапили у засідку кадрових російських військових. Під час сутички загинуло двоє українських військових — 26-річний командир групи, капітан Юрій Бутусов і старший сержант Віталій Федитник. Також на місці загинув військовий журналіст — капітан 3-го рангу (посмертно), прес-офіцер сектору «С» Дмитро Лабуткін, а ще кілька воїнів дістали поранення. Сергія Глондара, молодшого сержанта Олександра Корінькова, старшого солдата Віталія Алєксіна, Олексія Сазонова, Віталія Кравця та важкопораненого сержанта Вадима Довгорука бойовики взяли у полон. Сазонову та Кравцю вдалося повернулися додому через 50 днів — у квітні 2015 року їх звільнили за допомогою волонтерів та ветеранів війни в Афганістані. Решту українських військовиків сепаратисти утримували в Макіївській колонії. Під час «роботи» на розчищенні обвалів Донецького аеропорту Алєксіну вдалося втекти. Решті бойовики не давали можливості зв'язатися з рідними, а повернулися з полону в ОРДЛО вони майже через 5 років — 29 грудня 2019 року внаслідок «великого обміну». Його зустрічали в аеропорту «Бориспіль» в рамках повернення 76 українських бранців, разом із земляками з Кіровоградської області Олександром Коріньковим (перебував у полоні також з лютого 2015 року) та Василем Жемелінським (захоплений в полон у лютому 2018 року). Повернувся у Кропивницький до родини 14 лютого 2020 року.

## Родина
Одружений з Катериною. У шлюбі народилися двоє доньок: Марійка (нар. 2012) та Анна (нар. 2015, під час перебування батька в полоні).

## Нагороди
- орден За мужність II ступеня (2022) — за особисту мужність і самовіддані дії, виявлені у захисті державного суверенітету та територіальної цілісності України, вірність військовій присязі[8].
- орден За мужність III ступеня (2020) — за особисту мужність, виявлену під час бойових дій, зразкове виконання військового обов'язку та з нагоди Дня Сил спеціальних операцій Збройних Сил України
- відзнака Міністерства оборони України «За зразкову службу» (2014).